# Micardia munda
Micardia munda är en fjärilsart som beskrevs av John Henry Leech 1900. Micardia munda ingår i släktet Micardia och familjen nattflyn. Inga underarter finns listade i Catalogue of Life.